# Nebula Device
Nebula Device (от англ. “nebula” — рус. «туманность», «облака» и англ. “device” — рус. «устройство») — игровой движок, разработанный немецкой компанией Radon Labs и впервые использованный в компьютерной игре 2002 года Project Nomads. Nebula Device является свободным программным продуктом и распространяется на условии лицензии MIT.

## История разработки
В начале пути создания компьютерной игры Project Nomads, разработчики компании Radon Labs стали перед выбором: лицензировать под игру стороннюю технологию, либо создать собственную. Впоследствии, было решение разработать с нуля свой игровой движок специально для игры. В качестве пути распространения, в компании избрали свободную лицензию MIT, дающую разработчикам игр на этом движке право на безвозмездное использование технологии в своих проектах и самостоятельное модифицирование игровых файлов.
При разработке Nebula Device основной упор делался на оптимальную работу с большими открытыми пространствами, эффекты визуализации неба и большую дистанцию прорисовки. Nebula Device использовалась не только во всех проектаз компании Radon Labs, но и во многочисленных сторонних разработках.

## Технические характеристики
Движок написан на языке программирования C++ и поддерживает несколько скриптовых языков, таких как Tcl, Lua, Python, Ruby, Java и .NET Framework. Имеется возможность подключить и другой скриптовый язык, при помощи подсоединяемых плагинов. Рендеринг движка функционирует в двух режимах (DirectX и OpenGL), благодаря чему обеспечивается кроссплатформенность. Поддерживаются операционные системы Linux, Mac OS X, IRIX и Microsoft Windows а также игровая приставка Xbox.
Для текстур поддерживаются графические форматы DDS, BMP, JPEG, GIF, TIFF, PNG и некоторые другие. Открытость графических форматов дает некоторую творческую свободу энтузиастам, разрабатывающим модификации для игр на движке Nebula Device.
Поддерживаемые форматы трехмерных моделей — NVX, N3D и OBJ. Nebula Device позволяет также использовать шейдерные эффекты, скелетную анимацию, системы частиц, динамические тени и пост-эффекты.
В состав SDK входят также дополнительные утилиты, такие как программа для контролирования источников света Light Control Tool; архив с исходным кодом также можно загрузить отдельно.
Критике подвергалось недостаточное количество документации к данному движку, а также отсутствие встроенного физического движка (в результате чего, разработчик должен сам интегрировать его в проект).
К свободной загрузке доступны три поколения игрового движка.

## Список игр на движке Nebula Device

Скриншот из игры Drakensang: The Dark Eye.

| Год выхода | Название                      | Разработчик                        | Издатель (мировой)         |
| ---------- | ----------------------------- | ---------------------------------- | -------------------------- |
| 2016       | City Car Driving              | Forward Development                | Forward Development        |
| 2011       | Drakensang Online             | Bigpoint Berlin (бывш. Radon Labs) | Bigpoint                   |
| 2010       | Drakensang: The River of Time | Radon Labs                         | dtp entertainment          |
| 2010       | Перевозчик                    | Forward Development                | Новый Диск                 |
| 2010       | FlipFlop                      | 3Doors LLC                         | 3Doors LLC                 |
| 2008       | Drakensang: The Dark Eye      | Radon Labs                         | dtp entertainment          |
| 2005       | Der zerstreute Pharao         | Morgen Studios                     | Ernst Klett Verlag         |
| 2005       | Die Maulwurf Company          | Morgen Studios                     | Ernst Klett Verlag         |
| 2005       | Genius: Task Force Biologie   | Radon Labs                         | Cornelsen Verlag           |
| 2005       | Mein Gestüt                   | Radon Labs                         | dtp entertainment          |
| 2005       | Moorhuhn im Anflug            | Radon Labs                         | Phenomedia Publishing      |
| 2005       | Meine Tierarztpraxis          | Radon Labs                         | dtp entertainment          |
| 2005       | NVA: Mission vorwärts immer!  | Morgen Studios                     | Chuck Brenner Games        |
| 2005       | Sagaland                      | Morgen Studios                     | Ernst Klett Verlag         |
| 2005       | Sportfischen Professional     | Radon Labs                         | dtp entertainment          |
| 2005       | The Dragonhunters             | Radon Labs                         | Phenomedia Publishing      |
| 2005       | Verliebt in Berlin            | Radon Labs                         | dtp entertainment          |
| 2004       | Brand im Hafen                | bytes.vibes.minds                  | Ernst Klett Verlag         |
| 2004       | Chaos am Set                  | bytes.vibes.minds                  | Ernst Klett Verlag         |
| 2004       | Genius: Unternehmen Physik    | Radon Labs                         | Cornelsen Verlag           |
| 2004       | Malefiz                       | Morgen Studios                     | Ernst Klett Verlag         |
| 2004       | Mission Amazonas              | GUVOMA                             | Ernst Klett Verlag         |
| 2004       | Scotland Yard                 | Morgen Studios                     | Ernst Klett Verlag         |
| 2003       | Expedition nach Tikal         | bytes.vibes.minds                  | Dartmoor Softworks         |
| 2003       | Löwenherz                     | bytes.vibes.minds                  | Dartmoor Softworks         |
| 2003       | Mission Schatztaucher         | bytes.vibes.minds                  | Ernst Klett Verlag         |
| 2003       | Railroad Pioneer              | Kritzelkratz                       | JoWooD                     |
| 2003       | Torres                        | Radon Labs                         | Dartmoor Softworks         |
| 2003       | Tigris & Euphrates            | bytes.vibes.minds                  | Dartmoor Softworks         |
| 2002       | Far West                      | Kritzelkratz                       | JoWooD                     |
| 2002       | Project Nomads                | Radon Labs                         | cdv Software Entertainment |
| Отменена   | Дальний свет                  | CR Team                            | Неизвестно                 |